# Eupithecia lecerfi
Eupithecia lecerfi är en fjärilsart som beskrevs av Louis Beethoven Prout 1928. Eupithecia lecerfi ingår i släktet Eupithecia och familjen mätare. Inga underarter finns listade i Catalogue of Life.